# Delinquência juvenil
A delinquência juvenil refere-se aos atos criminosos cometidos por menores de idade. Muitos países possuem procedimentos legais e punições diferentes (no geral mais atenuados) aos delinquentes juvenis, em relação a criminosos maiores de idade.
A delinquência juvenil, só pelo fato de ter como base os jovens, também vê-se como causas, o abandono dos familiares. Os jovens por não encontrarem o que no seio familiar não têm, partem para a rua procurando coisas que no qual  irão se apoderar. Em alguns casos eles acabam por prejudicar a sociedade.